# Пожарное депо (Волоколамск)
Пожа́рное депо́ — историческое здание в Волоколамске (современный адрес: улица Панфилова, дом 13). Объект культурного наследия регионального значения.

## История
Волоколамское пожарное общество является одним из старейших: оно было создано в 1887 году, на пять лет раньше, чем Российское пожарное общество. Городская (полицейская) и добровольная пожарные команды в Волоколамске по состоянию на начало XX века были объединены, размещались в едином здании и действовали совместно. Сохранившееся здание пожарного депо с каланчой построено в 1913 году по проекту архитектора Панфилова. С момента постройки продолжало использоваться по назначению, в настоящее время его занимает пожарная часть № 208.

## Архитектура
Здание депо кирпичное, двухэтажное. Имеет черты модерна. Композиция здания, в том числе размещение каланчи, асимметрична. Выделяется боковой ризалит, завершающийся высоким фигурным парапетом. Здание декорировано относительно скромно: декор представлен массивными оконными перемычками, зубчатыми подоконниками и карнизами, а также лопатками, делящими плоскость главного фасада. Побеленные детали декора выделяются на фоне стен, которые окрашены мумией. Пожарный сарай с тремя воротами занимает нижнюю часть корпуса, он имеет гофрированные перекрытия, состоящие из кирпичных сводов на металлических балках. Первоначальные планировка и отделка интерьеров не сохранились. Каланча (дозорная вышка) была обшита железом по дереву и завершалась смотровой площадкой с навесом, куда вела со второго этажа деревянная лестница на тетивах. Деревянная каланча сильно искажена после перестройки в 2000-е гг., её форма упрощена.